# Skurrilität
Skurrilität bezeichnet eine auffallend unkonventionelle oder seltsame Idee, Situation, Sache oder Verhaltensweise.

## Etymologie
Skurrilität (ältere Schreibweise Scurrilität) leitet sich ab von lat. scurrilitas, die Possenreißerei und auch von scurra, der Stutzer, Spaßmacher, Possenreißer, der „gewöhnlich aus niederem Stande, um als Schmarotzer am Tische … Zutritt zu haben, durch plumpe Schmeichelei oder schlechte Witze … zu belustigen suchte und dabei oft eine sehr verächtliche Rolle spielte“. Entsprechend lautet das Adjektiv skurril (ältere Schreibweise scurril): possenreißermäßig, possenreißerisch, possenhaft. Vor 1900 war auch das Adjektiv skurrilisch (oder scurrilisch) gebräuchlich wie in der Bezeichnung der Skurrilischen Briefe, die 1769 in Halle erschienen.
Im Englischen hat sich die Grundbedeutung des Wortes deutlicher erhalten als im Deutschen; scurrility ist gleichbedeutend mit vulgarism (dt. Vulgarität).

## Heutige Bedeutung
Während Skurrilität früher nur für das Possenhafte und das Reißen von groben, plumpen Scherzen stand, wird es heute gleichgesetzt mit dem Kuriosem, Bizarren, Exzentrischen, Verschrobenen, Absonderlichen, Kauzigen, Eigenwilligen etc., das als solches nur im Vergleich mit dem um es herum ablaufenden Normalen erkannt werden kann.
Weicht das skurrile Verhalten vom Normalverhalten zu weit ab – leidet also die betreffende Person und/oder ihre Umwelt unter diesem Verhalten, so ist – nach den Kriterien von Kurt Schneider – die Grenze zur Pathologie überschritten. Die Übergänge sind fließend.
Skurrilität per se ist nicht komisch oder lustig, da komisch oder lustig von verschiedenen Menschen sehr unterschiedlich empfunden wird. Da Skurrilität aber für den Beobachter meist mit einem Überraschungseffekt verbunden ist (Erkennen eines Andersseins), kann diese, analog zur überraschenden Pointe eines Witzes, zuerst neugierige Aufmerksamkeit und dann einen automatischen Lachreflex auslösen. Die Darstellung von Skurrilitäten in den Medien nimmt mehr und mehr zu.